# 김태준 (1990년)
김태준(1990년 6월 5일~ )은 TV조선의 기자이다.

## 주요 경력
- 2014년 1월~2015년 7월 김태준 남성 모델 모델 데뷔
- 2015년 7월~2016년 9월 김태준 신문기자
- 2016년 7월~2017년 9월 목포MBC 리포터
- 2017년 9월~2018년 7월 CJ헬로비전 영남방송 아나운서
- 2018년 7월~2020년 3월 TBC 아나운서
- 2020년 3월~2022년 5월 목포MBC 아나운서
- 2022년 5월~2023년 6월 G1방송 아나운서
- 2023년 6월~ TV조선 기자

## 진행
- G1 뉴스라인
- 김태준의 예감 좋은 날
- G1 8 뉴스 (주말)

## 같이 보기
- 김우진
- 오서윤
- 김수민